# Pedro González (beato)
Beato Pietro González, conosciuto popolarmente come San Telmo o San Pedro Telmo (Astorga, 9 marzo 1190 – Tui, 15 aprile 1246), è stato un religioso spagnolo, venerato come beato dalla Chiesa cattolica.

## Biografia
Pedro González nacque ad Astorga il 9 marzo 1190, dalla nobile famiglia spagnola di Frómista, nipote del vescovo di Palencia; fin da giovane fu canonico dell'omonima cattedrale.
Il giovane nobile viveva nel lusso e negli agi, ma un giorno un'incidentale caduta da cavallo lo gettò in una pozzanghera facendogli subire così le risate dei presenti; questo fatto apparentemente insignificante permise a Pietro di sentire l'inconsistenza e la vanità delle cose e del successo mondano, portandolo a desiderare una vita austera e religiosa: si fece frate ed entrò nell'Ordine domenicano.
Fu confessore di Ferdinando III di Castiglia, che lo portò con sé durante le battaglie contro i Mori nella reconquista; ma principalmente si dedicò ai poveri: instancabile predicatore, convertì ed istruì molti uomini e marinai e pescatori della Galizia che lo invocano come loro protettore con il nome di san Telmo. 
Morì a Tui, nella cui cattedrale riposa il suo corpo.

## Il culto
Dal Martirologio Romano: "A Túy nella Galizia in Spagna, beato Pietro González, detto Telmo, sacerdote dell'Ordine dei Predicatori, che, divenuto tanto umile quanto in passato era stato desideroso di gloria, si adoperò nel dare aiuto ai poveri, specialmente marinai e pescatori".
Fu beatificato nel 1254 da papa Innocenzo IV e il culto fu confermato nel 1741 da papa Benedetto XIV.
Il diminutivo "Elmo" o "Telmo" appartiene propriamente al martire vescovo Sant'Erasmo (morto nel 303) la cui contrazione fu Emo poi Elmo. Sant'Erasmo è comunemente il patrono dei pescatori e marinai e Pietro González in particolare di quelli spagnoli e portoghesi, entrambi vengono spesso invocati come sant'Elmo.
La diocesi di Tui-Vigo, che lo venera come patrono, ha intrapreso un processo formale di canonizzazione di Pedro González Telmo. Nel 2016 le confraternite di Tui, Porto e Frómista si unirono per richiedere la sua canonizzazione a papa Francesco, che risiedette nel quartiere di San Telmo a Buenos Aires.